# Política de buena vecindad

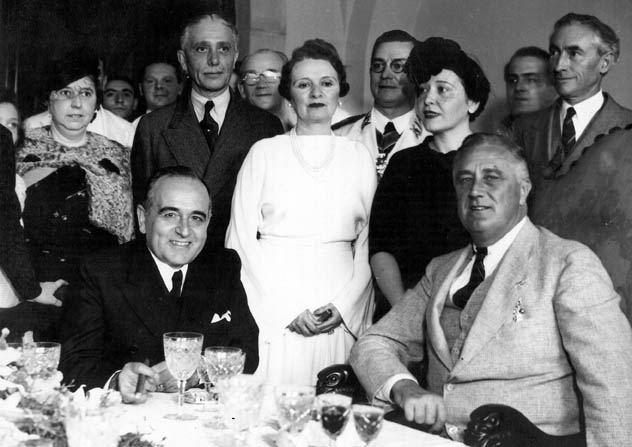
El presidente de Brasil Getúlio Vargas (izquierda) y el presidente estadounidense Franklin D. Roosevelt (derecha) en 1936.

La Política de buena vecindad, o también conocida como Política del buen vecino, fue una iniciativa política creada y presentada por la administración del gobierno estadounidense presidido por Franklin D. Roosevelt en el marco de la VII Conferencia Panamericana en diciembre de 1933 en lo referente a sus relaciones con América Latina durante los años 1933-1945, cuando la intervención de Estados Unidos en los asuntos internos de los países latinoamericanos fue moderándose (el país había invadido abiertamente en varias ocasiones el sur en los primeros años del siglo XX). Se buscaba particularmente la solidaridad hemisférica contra amenazas exteriores, en especial de las potencias del eje durante la Segunda Guerra Mundial.

## Características
El presidente Roosevelt declaró que quería que los Estados Unidos fuese un buen vecino con el resto de países del continente (el llamado panamericanismo). En principio acicateado por problemas domésticos (en época de la Gran Depresión), significaba la retirada de todas las fuerzas militares de EE. UU. de los países de la cuenca del Caribe. Adicionalmente su gobierno le mandó a la productora de dibujos animados Walt Disney producir películas en el ámbito de la Segunda Guerra Mundial, no siendo solo filmes antinazis o antijaponeses, sino incluso filmes basados en las culturas de los países latinoamericanos como Saludos amigos y Los tres caballeros, incluyendo las actrices como Carmen Miranda y Aurora Miranda logrando influir a los Latinoamericanos por la causa aliada durante la Segunda Guerra Mundial.
En 1940, Roosevelt también creó la Oficina del Coordinador de Asuntos Interamericanos como parte de su política de buena vecindad. Ayudó a crear programas de radio populares como Viva América que fueron transmitidos desde Nueva York a América del Norte y América del Sur durante la Segunda Guerra Mundial. Incluía actuaciones de músicos como: Alfredo Antonini, Juan Arvizu, Nestor Mesta Chayres, Eva Garza, Elsa Miranda, John Serry Sr., Terig Tucci y Los Panchos Trio.